# NGC 7234
NGC 7234 је расејано звездано јато у сазвежђу Цефеј које се налази на NGC листи објеката дубоког неба.
Деклинација објекта је + 57° 2' 30" а ректасцензија 22h 12m 28,0s. Привидна величина (магнитуда) објекта NGC 7234 износи 12,2.